# Yuri Kovalyov
Yury Fyodorovich Kovalyov (Orekhovo-Zuyevo, 6 de fevereiro de 1934 - 25 de setembro de 1979) foi um futebolista soviético, que atuava como meia e atacante.

## Carreira
Yuri Kovalyov fez parte do elenco da Seleção Soviética de Futebol, campeão da Euro de 1960.

## Títulos
- Eurocopa: 1960